# قائمة الأسماء الشخصية العربية
نايف

## تركيبة الاسم العربي
وتنقسم الأسماء إلى:
- الأسماء من مقطع واحد مثل: فاروق، محمود.
- الأسماء التي من مقطعين مثل: عبد الوهاب، عز الدين.

### كنية
الكنية هي وسيلة لتعريف الشخص عن طريق الابن الأول أو الابنة الأولى له أو شيء يميزه عن طريق إضافة كلمة «أبو» أو «أم» مثل: أبو عمار، أم سلمة، أبو مرزوق، أبو الهوا، أبو غالب.

### نسبة
قد ينسب الشخص إلى المكان الذي ولد به أو الصنعة التي يتقنها أو الشيء الذي يشتهر به مثل محمد السبعاوي وهشام بوعلام في مناطق المغرب العربي ويوسف الحلواني وعلي الأعرج وغيرها.

### لقب
اللقب هو اسم يحمله كل أفراد العائلة من إخوة وأخوات وأبناء العم مثل: بني هاشم (عائلة الرسول صلى الله عليه وسلم).

## القائمة

### الأسماء العربية المؤنثة
| - آ - آية (اسم) - أ - أسيل (اسم) - أمينة (اسم) - سمية (اسم) - إ - إسراء (اسم) - إيمان (اسم) - إيناس (اسم) - ا - السعدية (اسم) - ب - بحرية (اسم) - بشرى (اسم) - بثينة - ج - جيداء (اسم) - ح - حفصة (اسم) - حليمة (اسم علم) - د - داليا (اسم) - ر - رامة (اسم) - رغد (اسم) - رفيف (اسم) - رقية (اسم) - رنا (اسم) - ريحانة (اسم) - ز - زينب (توضيح) - س - سارة (اسم) - سعيدة (اسم) - سلمى (اسم) - سلوى (اسم) - سمراء (اسم) - سميرة (اسم) - سها (اسم) | - ش - شيماء (اسم) - ع - عائشة (اسم) - عبير (اسم) - غ - غادة (اسم) - غيداء (اسم) - ف - فاطمة (اسم) - فتيحة (اسم) - فرح (اسم) - ك - كنزى (اسم) - ل - لميس (اسم) - لولوه (اسم) - ليلى (اسم) - م - مريم (اسم) - مبروكة (اسم) - مروة (اسم) - مروى (توضيح) - مناصف (اسم) - منى (اسم) - مها (اسم) - مهيبة (اسم) - ميا (اسم) - ميساء (اسم) - ميمونة (اسم) - ن - نادية (اسم) - نادين (اسم) - ندى (اسم) - نجلاء (اسم) - نورا (اسم) - هــ - هاجر (اسم) - هند (اسم) - هيفاء (اسم) - و - وسمية (اسم) - ي - يارا (اسم) - ياسمين (اسم) |

### الأسماء العربية المذكرة
| - أ - أبو بكر - أجود (اسم) - أحمد (توضيح) - أحنف (اسم) - أدهم (اسم) - أيوب (اسم) - إ - إياد - ب - بدر - بلال (اسم) - ج - جعفر - ح - حسن (اسم) - حسين (اسم) - حكيم - ذ - ر - راكان (اسم) - رضوان - ز - زبير (اسم) - س - سلام - ص - صباح (اسم) - صلاح الدين - ط - طارق (اسم) - ع - عارف (اسم) - عاطف (اسم) - عباس - عبد الستار - عبد المجيد (توضيح) - عرقوب - عزيز (اسم) - عفيف (اسم) - عكرمة - علاء (اسم) - علي (اسم) - عمر (اسم) - عمرو (اسم) | - ف - فاروق - فهد (اسم) - فيصل (اسم) - ك - كنان (اسم) - ل - لطيف - م - مؤمل - محمد (اسم) - محمد علي - محمود (اسم) - مروان - مسلم (اسم) - مصطفى (توضيح) - ملحم (اسم) - مهند (اسم) - ميثم (اسم) - ن - ناصيف (اسم علم) - نجم الدين - نعمان (توضيح) - نعمة الله (اسم) - هـ - همام (اسم) - هاشم (اسم) - هشام (اسم) - هيثم (اسم) - و - وليد (اسم) - ولاء الدين (اسم) |

### أسماء عربية يمكن تسميتها للرجال والنساء
| - - نور (اسم) - اسلام - تحاسين - نضال - تحرير - جهاد - تمام - نهاد - حماس - سهيل | - - حياتي - رجاء - عفلق - رماح - غدق - سرور - مكارم - سلام - صفاء |

## أسماء ذات دلالات مستمدة من المكان والزمان

### أسماء مستمدة من الزمان
وهي أسماء تتعلق وترتبط بحدث زمني أو توقيث أو مناسبات كالأعياد أو أسماء الأيام والأشهر ومنها:
- - عيد
  - رجب
  - رمضان
  - خميس
  - شعبان
  - جمعة

### أسماء مستمدة من أماكن
```
الأسماء التي تدل على الاماكن مثل المواقع والصحاري والكواكب والنجوم وغيرها التي تتعلق بالمكان أو المجال أو حتى الفضاء ومنها:
```

- - قمر
  - شمس
  - رضوى
  - عرفات
  - رحاب
  - جنة
  - قمرة
  - جنات
  - جنان
  - كوكبة
  - نجم
  - جنانة
  - نجمة
  - عرين

## أسماء ورد ذكرها في القرآن الكريم
| - - مريم - سليم - وهب - رمضان - منير - جلال - مرشد - نجم - قمر - بحر - جمال - سراج - احمد - علي - حسن - يوسف - إبراهيم - نوح - آدم - عيسى - شعيب - أيوب - يعقوب - يونس - موسى - داوود - سليمان - عزيز - زكريا - يحيى - حكيم - سلطان - عمران - قارون - عبد الله - محسن - رسول - نور - هارون - ضياء - بدر - إسماعيل - اسحاق - عذاب - معمر - وحيد - منتصر - معين - طيب - هادي - فؤاد - بصير - جميل - محمود - ساجد - وليد - حبيب | - - صابر - صالح - محفوظ - صادق - فضل - مجيد - سعيد - خليل - ناصر - صباح - شهيد - عالم - فرج - لطيف - كريم - جواد - مبارك - ادريس - إلياس - وعد - عماد - مطر - رعد - منصور - شاهد - بديع - ناصح - صديق - شهاب - حرب - جهاد - نصير - بشير - نذير - منذر - رواح - مرجان - آيه - آيات - آلأء - آمنه - ابرار - إحسان - أحلام - اخلاص - اسراء - أسماء - اسلام - إشراق - أفنان - إكرام - أماني - أنعام - إيمان - ايلاف - براءة - بشرى - بيان - تحية |